# František Lýdie Gahura
František Lýdie Gahura (10. října 1891 Zlín – 15. září 1958 Brno) byl český architekt a sochař. Patří mezi nejvýznamnější české architekty a sochaře tvořící v duchu funkcionalismu.

## Studium
- 1902–1910 vystudoval měšťanskou školu a v Uherském Hradišti se vyučil štukatérem
- 1910–1914 Umělecko-průmyslová škola v Praze – modelování u J. Drahoňovského
- 1914–1917 studium architektury u J. Plečnika
- 1919–1923 pokračoval ve studiu architektury na Akademii výtvarných umění u Jana Kotěry

## Život
Hned po ukončení studií byl zaměstnán ve stavebním oddělení firmy Baťa ve Zlíně, kde pracoval do roku 1946. Proslavil se jako sochař. K jeho raným dílům patří socha J. A. Komenského a v roce 1920 sochy Františka Bartoše a Boženy Němcové. Až s určitým zpožděním se začal uplatňovat jako architekt a urbanista. Na jeho schopnosti upozornil Tomáše Baťu právě jeho profesor Jan Kotěra, když projektoval zahradní obytnou čtvrť pro zaměstnance továrny.
V jeho tvorbě se spojoval cit umělce s racionalizmem architekta-inženýra, připraveného plnit výtvarné myšlenky v architektonické praxi, ale i teoreticky domýšlet a řešit aktuální estetické problémy. Když v roce 1923 profesor Kotěra zemřel, zadal Baťa Gahurovi projekt dokončit. Tak vznikl první dílčí stavební plán zlínské čtvrti Letná a Tomáš Baťa v něm našel ideálního partnera pro své záměry. Gahura postupně nakreslil zastavovací plány dalších zlínských zahradních čtvrtí. Vrcholem jeho urbanistické tvorby byl Regulační plán Velkého Zlína z roku 1934, který si udržel kontinuitu až do dnešní doby. Zaobíral se celým zlínským regionem a byl autorem celé řady účelových staveb.
V technickém rozvoji stavebnictví hledal nový estetický výraz architektury. Zavedl zlínský monolitický železobetonový skelet 6,15 × 6,15 metrů se sloupy kruhového průřezu a s výplní z režných cihel, který se stal typizovanou konstrukční formou Zlína.
Ve třicátých letech byl jmenován městským architektem města Zlína, kde uskutečnil řadu urbanistických projektů jako například projekt městského centra (1937–1941). Jeho teoretická práce byla završena knihou Estetika architektury (1943).
Příkladem Gahurova architektonického citu je budova Památníku Tomáše Bati (1933). 
Brzy po skončení 2. světové války v roce 1945 začal ve Zlíně ideologický protibaťovský nástup a architekt musel, stejně jako řada dalších blízkých Baťových spolupracovníků, opustit Zlín. V roce 1946 (po nuceném odchodu ze Zlína) odešel do Brna, kde pracoval jako zemský projektant a na sklonku života pracoval ve Výzkumném ústavu architektury jako vědecký pracovník. V průběhu života získal velké množství domácích i mezinárodních ocenění.
Gahura spolu s Vladimírem Karfíkem byli zakladateli zlínské urbanistické a architektonické tradice.

## Díla
- Zlínská radnice, 1920–23

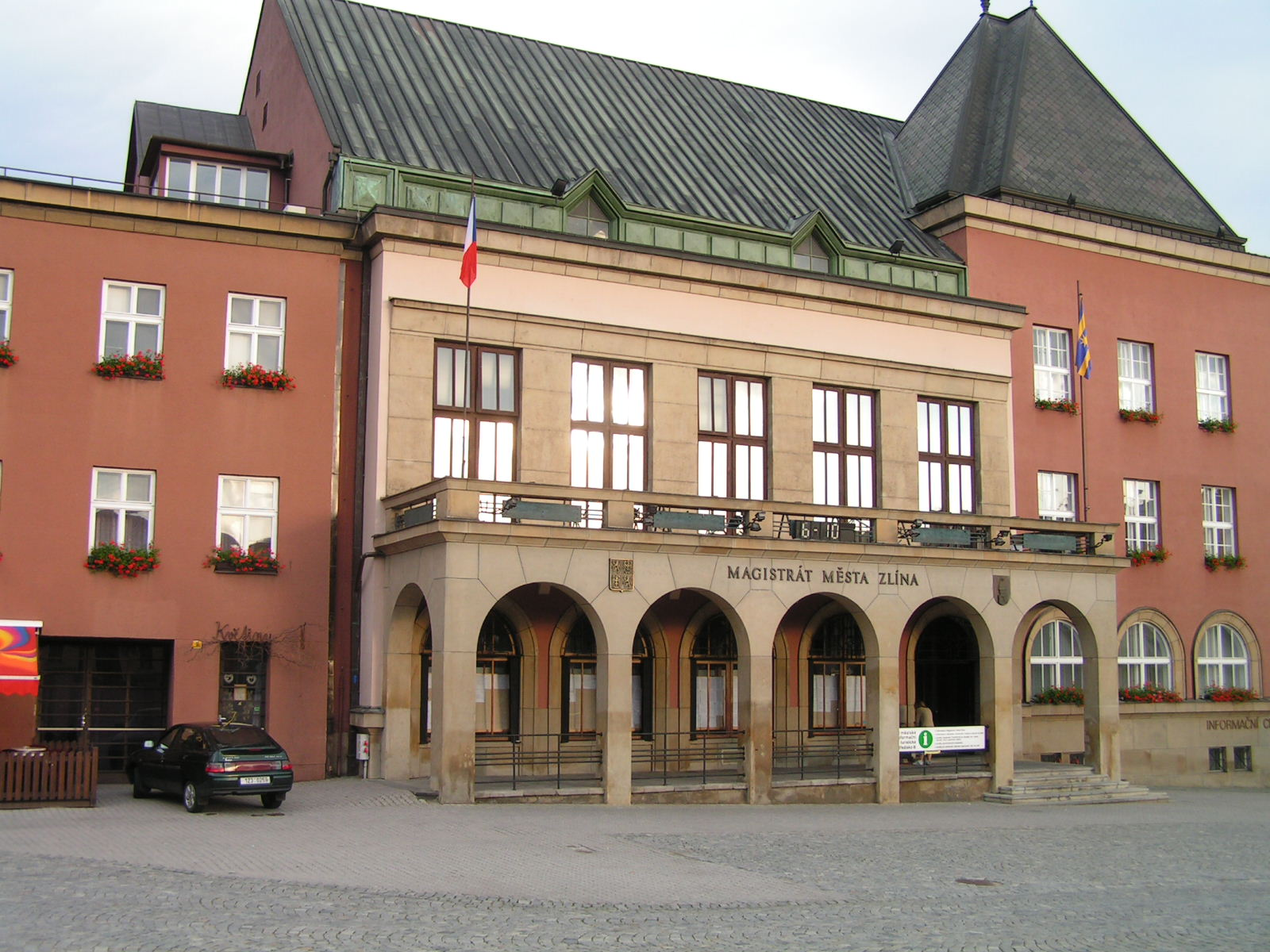
Zlínská radnice

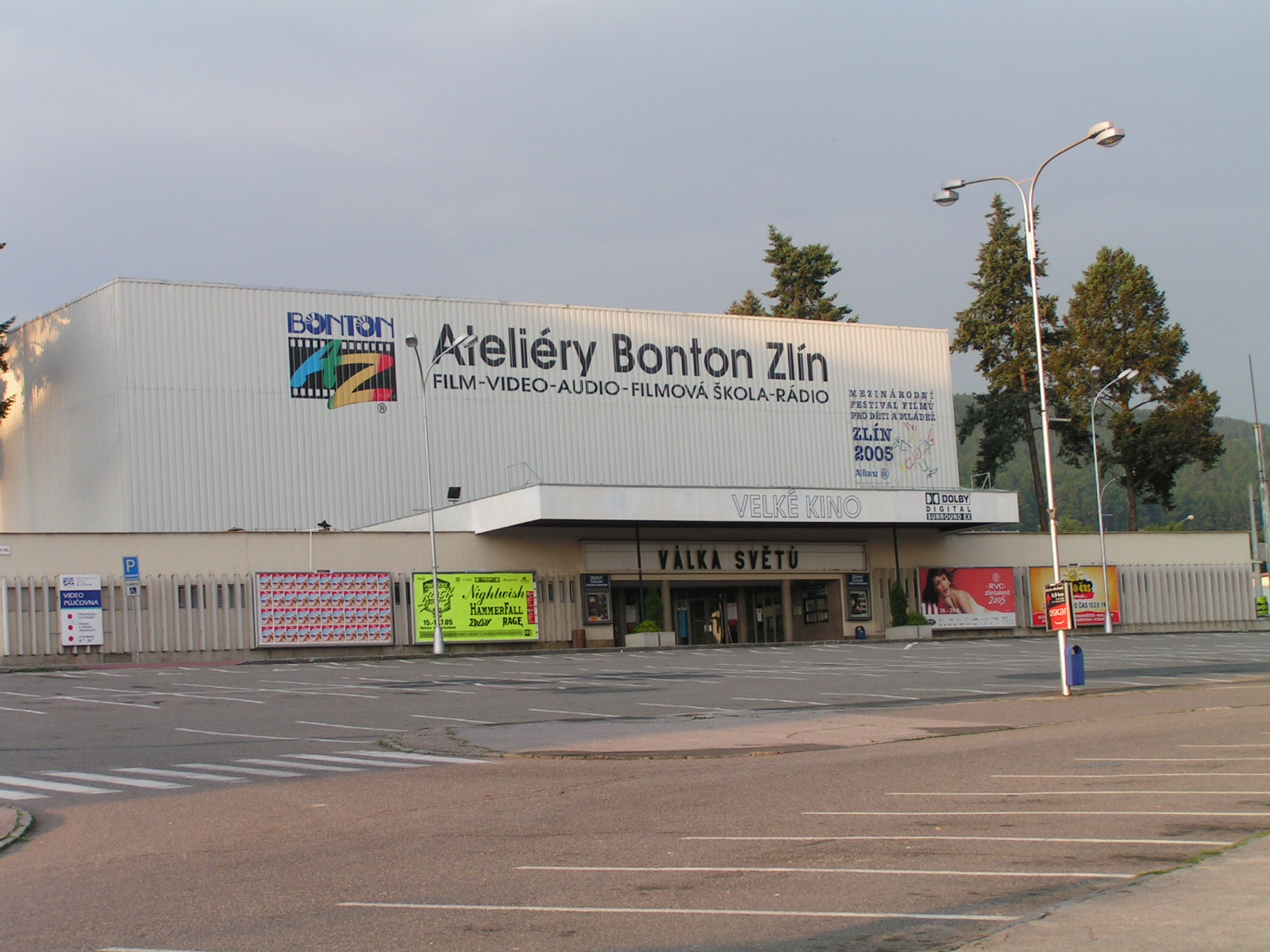
Velké kino

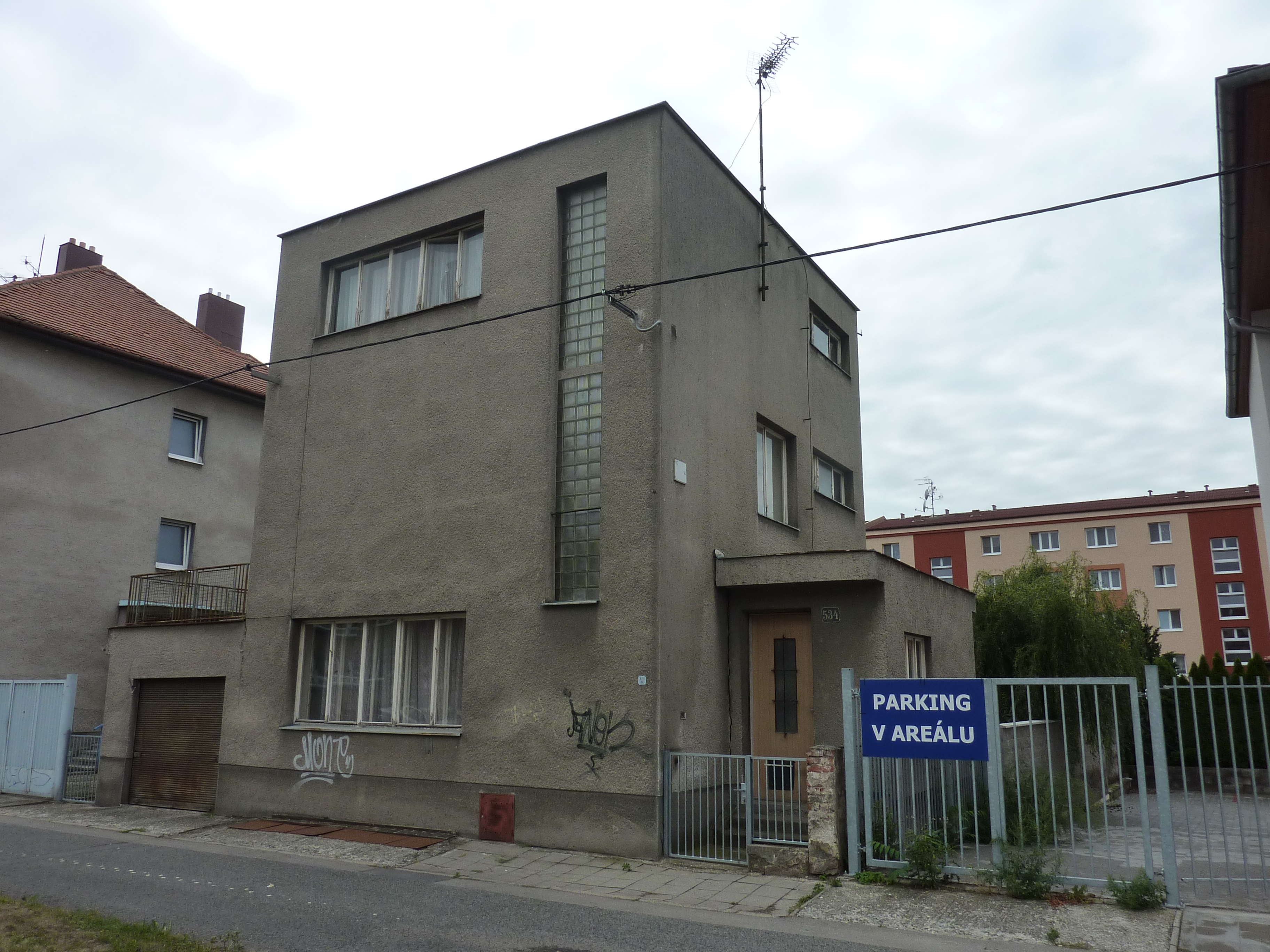
Dům čp. 534 v Uherském Hradišti

- obytné čtvrti zaměstnanců závodu Baťa, Zlín, 1923
- extrahárna a sklad třísel pro Baťovu továrnu, Zlín, 1924
- situační plán Baťových závodů, Zlín, 1925
- některé tovární budovy závodů Baťa, Zlín
- školy ve Vracově (1923), Čejči (1924), Loučce u Lipníka n. Bečvou (1926)
- kostel Miškovice, 1926
- úprava interiérů Baťovy vily, 1926
- rodinné domy ve čtvrtích Letná a Zálešná, Zlín, 1926–1929
- kaple, Kudlov u Zlína, 1927
- návrh Domu služeb firmy Baťa, Brno, 1927
- Baťova nemocnice, Zlín, 1927–1936 (spoluautor)
- prospekt internátu, Zlín, 1927–1937
- Zlínská nemocnice, 1927–30
- Obchodní dům Baťa, Zlín, 1929–32
- Masarykovy školy ve Zlíně, 1928, budova odstraněna v roce 1989
- Vila dr. Sázela, Piaristická 15, Trenčín, Slovensko, 1929–30
- Regulační plán Otrokovice-Baťov, 1930
- Velké kino, Zlín, 1931–32
- Budova Čs. Červeného kříže, Nitra, Slovensko, 1931
- Busta a náhrobek Tomáše Bati na Lesním hřbitově ve Zlíně, 1932
- Památník Tomáše Bati, Zlín, 1933
- Domovy mládeže a učňovské školy, Zlín, 1933–1938
- územní plán Velkého Zlína, 1930–1934 a regionální plány zlínského okresu
- návrhy řešení náměstí Práce, Zlín, 1935–1939
- Studijní ústavy (I. a II.), Zlín, 1936–1937
- Studie ideálního průmyslového města, 1936–1938
- zastavovací plány továren a obytných kolonií Baťa, Chelmek (Polsko), Ottmuth (Německo) a Vukovar (Jugoslávie)
- Návrh závodního ústavu národního zdraví, Zlín, 1940Památník Tomáše Bati

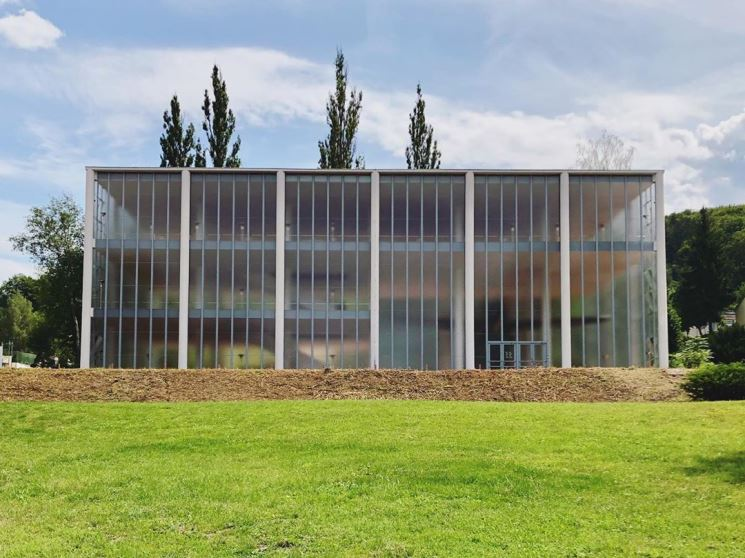
Památník Tomáše Bati

- Návrh Divadla pracujících, Zlín, 1940
- Pomník J. A. Komenského, Zlín
- Základní škola, Bánov u Uherského Brodu, 1946–1951

## Publikace
- Estetika architektury, 1943, 1945
- odborné články v časopisech Stavba, Stavitel, Volné směry…

## Ocenění
- GrandPrix
- Diplom d'Or
- Diplom Honoré (Paříž)
- Řád práce  za celoživotní dílo 1957